# Andrzej Mikler
Andrzej Mikler (ur. 30 listopada 1973 w Zakopanem) – zawodowy ratownik TOPR, przewodnik tatrzański, międzynarodowy przewodnik wysokogórski IVBV/UIAGM.

## Życiorys
Z górami związany od najmłodszych lat. Na początku były to samotne wycieczki turystyczne w Tatry, później odkrył wspinaczkę skalną, uprawia też narciarstwo klasyczne i skialpinizm. Na swoim koncie ma wiele przejść dróg klasycznych w Tatrach bez asekuracji, między innymi północno-wschodni filar Ganku przez Gankową Kopkę i północny filar Mięguszowieckiego Szczytu Wielkiego.
Brał udział w zawodach skialpinistycznych w Tatrach i Alpach. Jednymi z nich były najtrudniejsze jednodniowe zawody skialpinistyczne na świecie – Trofeo Mezzalama we Włoszech (razem z Grzegorzem Bargielem i Tomaszem Gąsienicą-Mikołajczykiem), a także Patrouille des Glaciers w Szwajcarii (razem z Grzegorzem Bargielem i Jakubem Brzosko). Oba starty ukończyli jako pierwsi Polacy w historii zawodów. W 2013 roku ponownie wystartował w zawodach skialpinistycznych – Trofeo Mezzalama we Włoszech.
Jest również zwycięzcą Międzynarodowych Zawodów Ratownictwa–Żarska Dolina na Słowacji w 2007 r. i czterokrotnym zwycięzcą Międzynarodowych Zawodów Ratowników Górskich- Memoriał Vlada Tatarki – w 2008, 2012, 2013,2014 roku.
W 2009 roku brał udział w „Polskiej Wyprawie Ratowników 100-lecie TOPR” na szczyt Dhaulagiri I (8167 m) w Himalajach.
16 kwietnia 2013 roku przeszedł samotnie na nartach Grań Tatr Zachodnich w czasie 13 godzin 50 minut, bez wcześniejszej znajomości grani.
5 maja 2014 roku przeszedł samotnie na nartach „Wielką Trójkę”, Gerlach, Lodowy Szczyt i Łomnicę w czasie 16 godzin od Śląskiego Domu do Śląskiego Domu.
22 września 2015 wszedł samotnie na 6 szczytów zaliczanych do Wielkiej Korony Tatr w 1 dzień w czasie 14 godzin 40 minut. Zaczął od Rysów, przechodząc dalej na Wysoką, Gerlach, Lodowy Szczyt, Durny Szczyt i Łomnicę.

## Filmografia
- 2010–2012: Szpilki na Giewoncie – Andrzej Mikler jako ratownik